# Ḍākinī

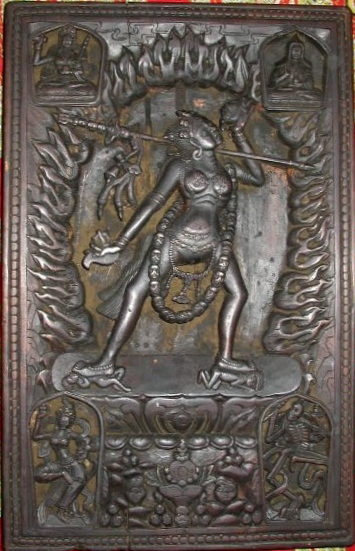
Tavoletta di legno intagliato tibetana di Dakini Vajrayogini.

Con il sostantivo femminile sanscrito ḍākinī (devanāgarī: डाकिनी; pracrito: ḍāginī; cinese: 荼吉尼, tújíní; giapponese: dakini; coreano:  다길니, tagilni, vietnamita:  đồ cát ni; tibetano: མཁའ་འགྲོ་མ mkha’ ’gro ma) si indicano degli spiriti femminili di tradizione hindū, precisamente delle assistenti della dea Kālī use a nutrirsi di carne umana.
Tale termine sanscrito compare nella letteratura hindū a partire dal IV secolo d.C.
Il termine sanscrito ḍākinī è probabilmente correlato alla parola  "tamburo" (ḍamaru) che richiama le attività rituali proprie delle donne sciamane. I termini correlati cinese, giapponese, vietnamita e coreano non sono che adattamenti fonetici del termine sanscrito, diversamente il termine utilizzato in lingua tibetana, mkha’ ’gro ma, intende "coloro che attraversano il cielo", "coloro che percorrono lo spazio" e potrebbe aver avuto origine dal termine sanscrito khecara utilizzato nel Cakrasaṃvaratantra (འཁོར་ལོ་བདེ་མཆོག་གི་རྒྱུད, ’Khor lo bde mchog gi rgyud, Toh. 413).
Le Dakini sono spesso rappresentate come consorti nelle rappresentazioni Yab Yum. La forma maschile della parola è Daka, che di solito è tradotto in tibetano come pawo "eroe"  (Wylie: dpa' bo).
La Dakini (e Daka) è descritta nelle leggende medievali in India del Nord (così come nei testi Bhāgavata Purāṇa, Brahma Purana, Markandeya Purana e Kathasaritsagara) come un demone affine a Kālī, che si nutre di carne umana. Le Dakini sono paragonabili a spiriti maligni e vendicativi femminili di altre culture, come ninfe, fate, folletti oppure come il peri persiano.
Nell'ambito del Buddismo Mahāyāna, segnatamente nel Bodhicaryāvatāra di Śāntideva, indica una guardiana dell'inferno (narakapālā).
La dakini appare, inoltre, in una formulazione vajrayanica del Triratna buddhista, conosciuta come Tre Radici. Più comunemente essa appare come protettrice del dharma, accanto a un guru e a uno yidam. Oppure può essere essa stessa un yidam.
Nell'ambito proprio del buddismo tantrico indica invece degli spiriti femminili dotati di importanti poteri spirituali.
La figura della dakini si diffuse nella cultura giapponese attraverso il Buddismo Shingon, evolvendo nel dakini-ten (荼枳尼天) e legandosi all'iconografia delle kitsune: Inari, divinità shintoista del riso mai separata dal suo corteggio di volpi, "ambiguamente generoso e terribile", che "porta ricchezza, ma anche improvvisa disgrazia e morte", sarebbe infatti stato manifestazione di una ḍākinī intesa, esotericamente, come "demone abominevole eppure maestro di sapienza segreta".
L'origine della figura della dakini è incerta ma essa continua a far parte anche oggi del folklore indiano, generalmente in forma malevola, e permane in parte anche nel tantra hindu.

## Nel Buddismo Tibetano

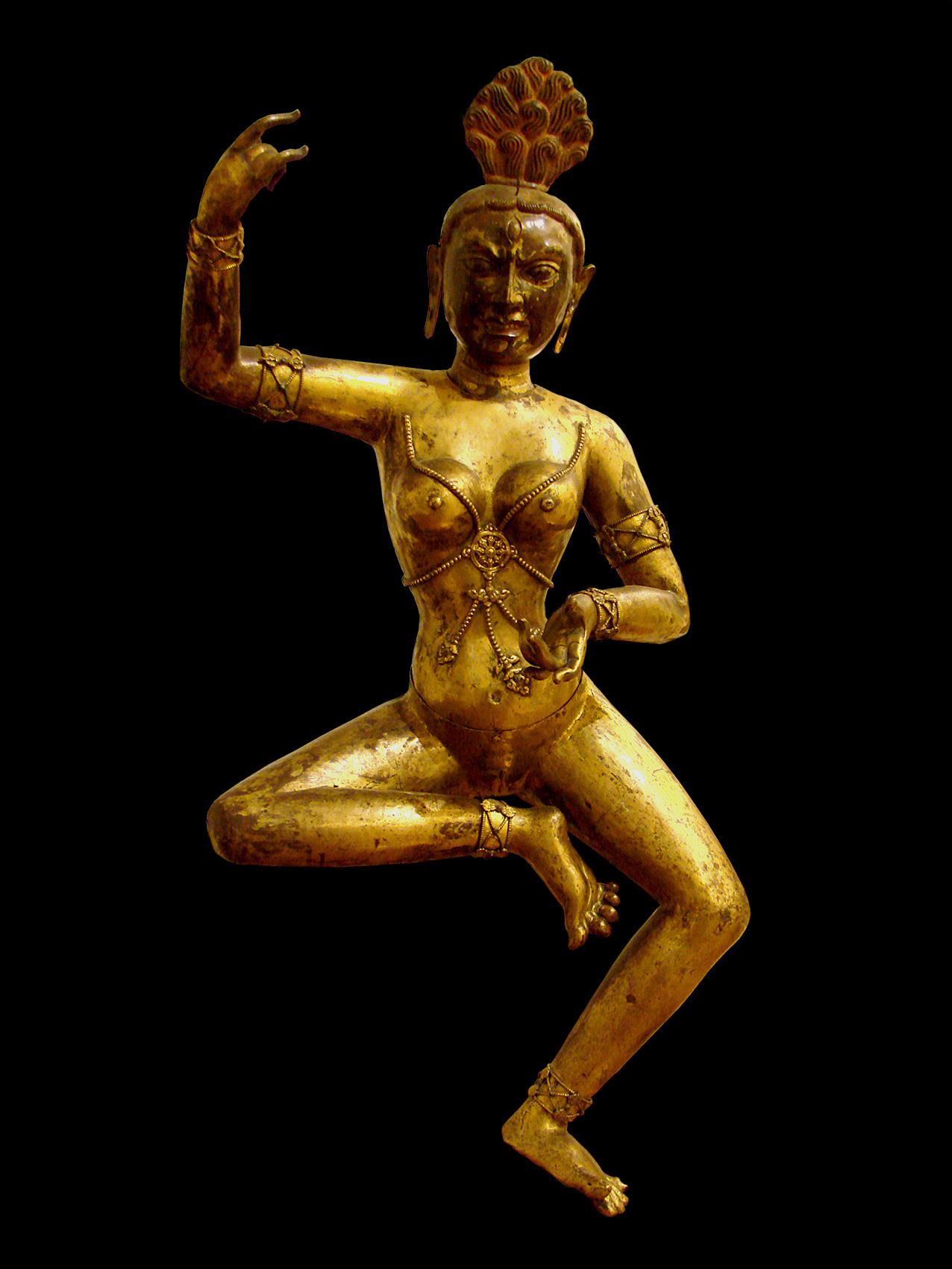
Una dakini danzante fabbricata in Tibet nel XVIII secolo.

Anche se le dakini appaiono nell'Induismo e nella tradizione Bön, esse svolgono un ruolo importante soprattutto nel Buddismo Vajrayana e in quello tibetano. Il Khandroma, generalmente di temperamento aggressivo e iracondo, agisce come musa per la pratica spirituale. Le dakini sono manifestazioni di aspetti puri della mente in forma femminile, che evocano il movimento dell'energia nello spazio. In tale contesto, il cielo o lo spazio indicano la shunyata, la vacuità o inconsistenza di tutti i fenomeni, che è allo stesso tempo potenzialità di ogni possibile manifestazione.

### Classi di dakini
Judith Simmer-Brown, basandosi sugli insegnamenti ricevuti dai lama tibetani, individua quattro classi principali di dakini. Questi insegnamenti seguono la tradizione del linguaggio crepuscolare dell'esoterismo (in sanscrito sāṃdhyābhāṣā) che si riferisce alle seguenti classi di dakini: segrete, interne, esterne ed esterne-esterne.
- La classe segreta è chiamata Prajnàpàràmità (in tibetano yum chenmo), e rappresenta la natura vuota della realtà secondo la dottrina Mahayana.
- La classe interna è quella del Maṇḍala, una divinità di meditazione (in tibetano: yidam), un Buddha completamente illuminato che aiuta il praticante a riconoscere il proprio stato di Buddha.
- La classe esterna è la forma fisica della dakini, raggiunta attraverso una fase di completamento delle pratiche tantra, proprio come nei Sei Yoga di Naropa, che lavorano con i venti sottili del corpo sottile in modo che il corpo del praticante sia compatibile con una mente illuminata.
- La classe dakini esterna-esterna è in forma umana. Si tratta di una Yogini nel suo pieno diritto, ma può anche essere una karmamudrā, o consorte, di uno yogi o mahasiddha.

Le Dakini possono anche essere classificate in base alla Trikāya, o tre corpi di Buddha:
- La Dharmakaya Dakini, che è una Samantabhadrī, rappresenta i dharmadhātu dove compaiono tutti i fenomeni.
- Le Dakini Sambhogakaya sono gli yidam utilizzati come oggetti della meditazione per la pratica tantrica.
- Le Dakini Nirmanakaya hanno forma umana e sono donne nate con potenzialità particolari; si tratta di yogini realizzate, consorti di guru, o anche di donne in generale, che possono essere classificate nelle cinque famiglie di Buddha.[8]

### Nello Dzogchen
Se considerata come una fase del percorso Vajrayana, la dakini è la fase finale: la prima è il guru, che corrisponde alla prima realizzazione della vera condizione della realtà, così come questa è introdotta dal guru durante l'empowerment, se il discepolo ottiene quello che i Tantra Interni chiamano peyi yeshe (Wylie: dpe yi ye shes) o chiarezza del shunyata. La seconda è il devata, che corrisponde alla meditazione in quanto si tratta del metodo utilizzato per produrre lo stato di scoperta nella realizzazione iniziale della vera condizione della realtà. La terza fase è la Dakini in quanto origine delle attività basate sull'empowerment del guru e sulla meditazione del devata.
Nello Dzogchen queste tre fasi corrispondono a: tawa (lta ba), gompa (sgom pa) e chopa (spyod pa): la prima è la visione diretta della vera natura della realtà in contrapposizione ad una visione intellettuale; la seconda è la continuità di questa visione in sessioni di meditazione; e la terza è la continuità di questa visione nelle attività quotidiane. Come nella pratica tantrica, le imperfezioni sono utilizzate per rendere la visione ininterrotta. Le dakini sono energia vitale, le attività di praticanti esperti ed attività inerti di maestri realizzati.

## Nell'Induismo
Nella leggenda hindu medievale, un daka (femminile dakini)  è uno spirito maligno e malevolo. Il termine shaka è talvolta usato come sinonimo.
Il dio principale che ha il controllo su tali divinità è Hanuman. L'inno Vichitra Veer Hanuman Stotram, cantato in lode a Vichitra Veer Hanuman, una forma feroce di Hanuman, elenca gli elementi negativi sui quali Hanuman ha il controllo, tra cui le dakini. Ci sono molti mantra che Hanuman usa per conquistare una dakini, tra i quali sono famosi il Panchamukhi Hanuman Kawacham ed il Saptamukhi Hanuman Kawacha. Gli indù recitano inoltre il Sri Sudarshana Kawacha, una canto di lode shloka o kawacha in sanscrito a Visnù, che prese il nome della sua arma Sudarshana Chakra, per ottenere protezione dalle dakini. Devi Kavacham è un canto di lode a Durgā.
Secondo una leggenda Dakini e Shakini erano le mogli di Tripurasura. Dopo che Tripurasura fu ucciso da Shiva, questi concesse alle sue mogli di poter vivere nella foresta senza alcuna minaccia; la gente avrebbe dovuto cantare il loro nome prima di poter entrare nel Tempio Bhimashankara. Perciò la foresta intorno al tempio divenne nota come Foresta delle Dakini.
Nel tantra hindu, Dakini, Shakini, Kakini e Kamini sono nomi di poteri o shakti che controllano i differenti cakra. Così, le dakini vengono viste come "guardiani dei misteri più profondi di sé", ed è attraverso loro che i segreti della trasformazione interiore vengono rivelati. Una volta che una persona è in grado di risvegliare l'energia Kundalini e spostarla sulla sua base, il Muladhara sopra il Sahasrara, diventa uno Yogi.

## Nel Buddismo Giapponese

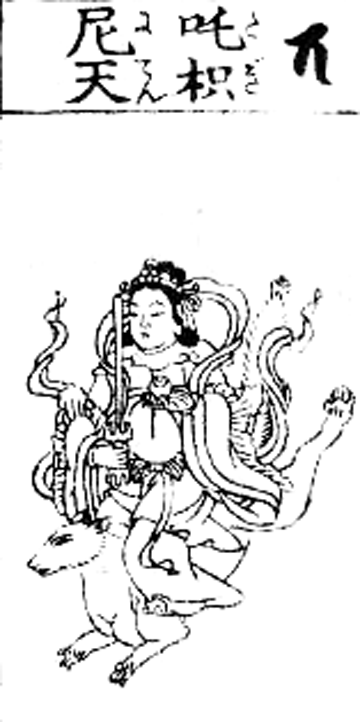
Immagine di Dakini-ten in Giappone risalente al 1783 d.C. (essa appare sempre insieme a delle volpi bianche).

Anche se la figura della dakini sembra essersi diffusa in Giappone mediante l'introduzione Kūkai del Buddismo tantrico nella scuola Shingon durante l'inizio del IX secolo, essa appare più come la dakini nell'iconografia hindu che quella del Buddismo Tibetano.
Alla fine del Periodo Heian, l'immagine della dakini si mischiò con le immagini di volpi e donne seminude, acquisendo i nomi di Dakini-ten (荼枳尼天?, Divinità Dakini), Shinkoō-bosatsu (辰狐王菩薩?, Volpe Regina delle Stelle-Bodhisattva) e Kiko-tennō (貴狐天王?, Nobile Volpe-Sovrana Celeste). Nel Medioevo l'Imperatore del Giappone cantava davanti ad un'immagine della volpe Dakini-ten durante la sua cerimonia d'incoronazione, inoltre sia il monarca che gli shōgun dovevano rendere onore alla Dakini-ten. Era una credenza comune che nel momento in cui cessasse di rendere omaggio a Dakini-ten, il proprio dominio sarebbe caduto in rovina. Sebbene si dicesse che Dakini-ten fosse una potente divinità buddista, le immagini e le storie che la concernevano nel Giappone medievale ed anche moderno le davano i tratti della kitsune, una creatura a forma di volpe della mitologia locale. La credenza popolare moderna, spesso rappresentata in libri sulla religione, è che l'immagine della volpe fosse un sostituto dello sciacallo indiano, ma lo sciacallo non è sempre associato alla dakini.
All'inizio dell'era moderna i riti della dakini erano delegati in varie magie chiamate Dakini-ten, Izuna, ed Akiba. Le persone che avessero ricevuto un torto nel loro villaggio, andavano da uno yamabushi corrotto che praticava la magia nera, ed ottenevano da lui la trappola per catturare una kitsune da dividere con lo stregone. Resoconti della possessione divennero specialmente comuni durante i periodi Edo e Meiji, sotto il nome di kitsunetsuki.